# Hiéroglyphe égyptien G9
Le Rê-Horakhty, en hiéroglyphes égyptiens, est classifié dans la section G « Oiseaux » de la liste de Gardiner ; il y est noté G9. 

## Représentation
Il représente le dieu Rê-Horakhty sous forme de faucon pèlerin (Falco peregrinus) portant le disque solaire sur sa tête. Il est translittéré Rˁ-Ḥr-ȝḫty.

## Utilisation
| G9 | N19 |

| G9 | N19 |